# Potamodytes abdominalis
Potamodytes abdominalis is een keversoort uit de familie beekkevers (Elmidae). De wetenschappelijke naam van de soort werd in 1879 als Potamophilus abdominalis gepubliceerd door Charles Owen Waterhouse.